# خانه محمد علی جفدا
خانه محمد علی جفدا مربوط به سده‌های متاخر دوران‌های تاریخی پس از اسلام است و در شهرستان کهگیلویه، بخش چرام، دهستان چرام، روستای موگرم واقع شده و این اثر در تاریخ ۱۶ دی ۱۳۸۷ با شمارهٔ ثبت ۲۴۴۹۰ به‌عنوان یکی از آثار ملی ایران به ثبت رسیده است.